# Overtones
Overtones — второй альбом британского музыканта Just Jack, вышедший в 2007 году. Сингл «Starz in Their Eyes» стал #2 в Великобритании UK и #91 в Billboard Hot 100. Американское издание альбома содержит переделанную версию «I Talk Too Much» при участии Кайли Миноуг.

## Список композиций
Все песни написаны Джеком Алисоппом, кроме отмеченных.
1. «Writer’s Block» — 3:42
2. «Glory Days» — 3:39
3. «Disco Friends» — 3:00
4. «Starz in Their Eyes» — 4:55
5. «Lost» (Allsopp, Ralph Lamb, Andrew Ross) — 5:48
6. «I Talk Too Much» (Allsopp, li Love) — 3:50 (US при участии Кайли Миноуг), 4:16 (UK)
7. «Hold On» (Allsopp, Adam Phillips) — 2:24
8. «Symphony of Sirens» — 4:21
9. «Life Stories» — 3:52
10. «No Time» — 4:27
11. «Mourning Morning» (Allsopp, Jules Porreca) — 4:06
12. «Spectacular Failures» — 13:10
13. «Electrickery» — 7:27 (US bonus track)

Трек 12 содержит скрытую композицию «Koolaid», начинающуюся в 9:55.